# Азацитидин
Азацитидин (или 5-азацитидин) (международное непатентованное название) представляет собой аналог пиримидинового нуклеозида цитидина, ключевого компонента РНК и ДНК.
Противоопухолевые эффекты данного препарата связаны с двойным механизмом действия — он встраивается не только в молекулу ДНК, приводя к её гипометилированию, но и в молекулу РНК. Гипометилирование приводит к экспрессии генов-онкосупрессоров и восстановлению дифференцировки клеток. Понижая количество РНК в клетках, азацитидин способствует цитостатическому эффекту вне зависимости от клеточной фазы.
5-азацитидин может быть эффективно использован у больных ОМЛ и МДС.
По данным исследования III фазы AZA-001 — международное, мультицентровое, контролируемое исследование в параллельных группах, в котором пациенты МДС промежуточного-2/высокого риска и ОМЛ (ВОЗ критерии: 20-30 % бластов) сравнивались со стандартно используемой терапией (сопроводительная терапия, интенсивная химиотерапия, низкие дозы цитарабина), общий ответ на терапию азацитидином составил 29 %, включая полный ответ — 17 %; стабилизация болезни — 42 %, гематологическое улучшение — 49 %. Азацитидин показал значимое преимущество по сравнению с группами сопроводительной терапии и низкими дозами цитарабина, различия носили статистически достоверный характер.
На основании результатов исследования AZA-001 азацитидин был зарегистрирован, в том числе и в РФ (апрель 2010 г.), для лечения этих групп больных. Было показано, что азацитидин в 2,5 раза увеличивает общую выживаемость пациентов с ОМЛ (20-30 % бластов по критериям ВОЗ). Профиль безопасности 5-азацитидина позволял его эффективно применять у пожилых больных с сопутствующей патологией.
Азацитидин имеет статус орфанного препарата для лечения ОМЛ в Европе и США.
Азацитидин применяется для лечения взрослых больных, которым не может быть выполнена трансплантация гемопоэтических стволовых клеток, имеющих:
- миелодиспластический синдром (МДС) с высокой или промежуточной-2 степенью риска в соответствии со шкалой IPSS (Международная прогностическая система баллов);
- острый миелоидный лейкоз;
- хронический миеломоноцитарный лейкоз без признаков МДС.